# Wallops Flight Facility
Wallops Flight Facility — ośrodek badawczo-rozwojowy, kosmodrom i główny poligon rakietowy amerykańskiej agencji kosmicznej NASA, formalnie podlegający Goddard Space Flight Center. Zbudowany przez NACA, czyli przed powstaniem NASA, w celu przeprowadzania badań aeronautycznych za pomocą pojazdów z napędem rakietowym. Pierwszą rakietę wystrzelono z ośrodka 4 lipca 1945 roku, w Dzień Niepodległości Stanów Zjednoczonych. Do roku 2000, wystrzelono ich ponad 14 000.
W ośrodku pracuje ponad 1400 ludzi. Około tysiąca to pracownicy NASA. Ponad trzystu zatrudnia Marynarka Wojenna, a prawie 100 agencja NOAA.
W skład ośrodka wchodzi: 6 stanowisk startowych, budynki montażowe i oprzyrządowanie potrzebne do nadzorowania i śledzenia rakiet. Ośrodek posiada także mobilne stanowiska startowe i śledzenia umożliwiające naukowcom wystrzeliwanie i obserwacje rakiet z całego świata.
Na terenie WFF pracuje również komercyjny kosmodrom, Mid-Atlantic Regional Spaceport.
Z powodu obecności stanowisk startowych rakiet i lotniska badawczego, przestrzeń powietrzna nad ośrodkiem jest zamknięta dla ruchu lotniczego.

## Położenie

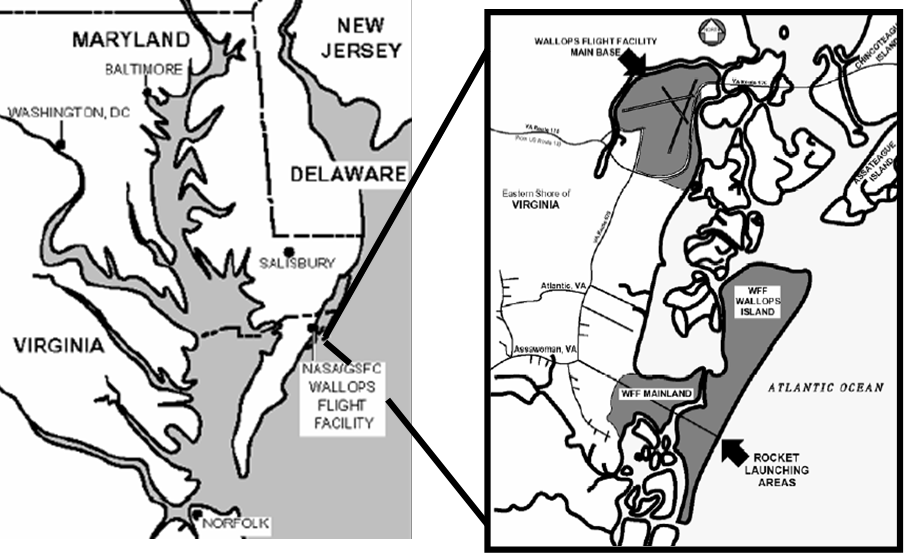
Położenie i okolica ośrodka Wallops Flight Facility

Ośrodek położony jest na wschodnim wybrzeżu USA, w stanie Wirginia, 253 km od Waszyngtonu (273 km od Filadelfii, 230 km od Baltimore), na półwyspie Delmarva. Stanowiska startowe położone są na wyspie Wallops i są oddalone od głównych zabudowań i lotniska należącego do ośrodka. Te ostatnie leżą na terenie byłej bazy lotnictwa Marynarki Wojennej, Chincoteague Naval Air Station.

## Historia statusu ośrodka

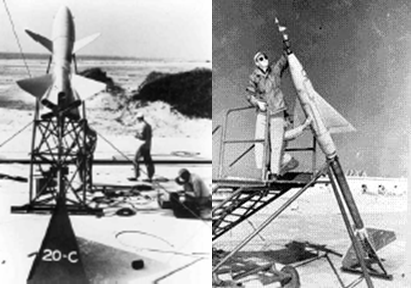
Zdjęcia dwóch nieużywanych już w Wallops rakiet

- 1945-1957 – stacja badawcza samolotów bezzałogowych (ang. Pilotless Aircraft Research Station) – pierwsze 12 lat istnienia ośrodka, to badania nad aerodynamiką i fizyką przepływu ciepła. Ośrodek umożliwiał naukowcom badania niemożliwe do przeprowadzenia w ówczesnych tunelach aerodynamicznych
- 1958-1974- stacja (badawcza) Wallops (ang. Wallops Station) – ośrodek przechodzi pod zarząd nowo utworzonej NASA. Wallops' bierze udział w badaniu i wytwarzaniu komponentów na potrzeby programu załogowych lotów kosmicznych, tj. technologia kapsuł powrotnych, testy ciśnieniowe, systemy odzyskiwania kapsuł. Ośrodek odgrywa znaczącą rolę w badaniach nad kontrolowanym wchodzeniem w atmosferę, systemami podtrzymywania życia i rakietami Scout
- 1975-1981- centrum lotów Wallops (ang. Wallops Flight Center) – ośrodek pozostaje kosmodromem dla lotów kosmicznych, suborbitalnych i atmosferycznych. Zakres przeprowadzanych tu badań rozszerza się na oceanografię oraz badania nad powierzchniami dla lotnisk i redukcji hałasu wytwarzanego przez samoloty
- 1982 – ośrodek lotów Wallops (ang. Wallops Flight Facility) – ośrodek zostaje podporządkowany Goddard Space Flight Center i zmienia nazwę. Staje się głównym centrum lotów suborbitalnych i atmosferycznych NASA. Wallops zaczyna przyjmować komercyjne zlecenia badań naukowych dotyczących lotnisk, infrastruktury śledzenia i wystrzeliwania statków. Pozostaje ośrodkiem akademickim i rządowym dla projektów atmosferycznych rakiet sondażowych, balonów i samolotów naukowych, badających Ziemię, atmosferę i przestrzeń kosmiczną

## Zadania ośrodka

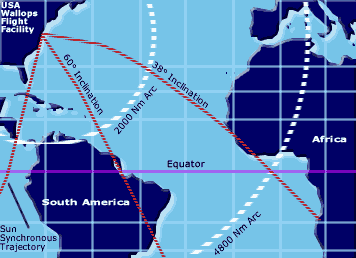
Przebieg torów lotów rakiet nośnych wystrzeliwanych z Wallops Flight Facility na orbitę o danym nachyleniu

- nadzór nad Programem Rakiet Sondażowych NASA (NASA Sounding Rocket Program)
- nadzór nad Programem Balonów NASA (NASA Balloon Program)
- utrzymanie i prace inżynierskie nad zarządzaniem programem śledzenia orbitowania (Orbital Tracking Program Management)
- utrzymanie i eksploatacja samolotów naukowych
- odpowiedzialność za prowadzenie teoretycznych i eksperymentalnych badań nad szeroko pojmowanymi naukami o Ziemi
- odpowiedzialność za Projekty Małych Ładunków Wahadłowców (NASA Small Shuttle Payload Projects), tj. SPARTAN, i University Class Explorer Program
- utrzymanie i eksploatacja kosmodromu Wallops, lotniska do badań aeronautycznych, oraz podporządkowanych im stacji śledzenia, przetwarzania danych i kontroli

Ośrodek stanowi główny poligon rakietowy używany do wspierania badań prowadzonych przez NASA i inne agencje federalne (np. NOAA), a czasem także instytucje zagraniczne lub prywatne. Z WFF możliwe jest wystrzeliwanie ponad tuzina różnych typów rakiet sondażowych, atmosferycznych, balonów, oraz rakiet nośnych do lotów kosmicznych. WFF wspiera także badania i ćwiczenia przeprowadzane przez Marynarkę Wojenną Stanów Zjednoczonych w pobliskiej Zatoce Chesapeake.
W latach 1959–1961 miał swój udział w programie lotów załogowych Mercury. Używając rakiet Little Joe, testowano tutaj podzespoły statków Mercury, takie jak system powrotny, ewakuacyjny i podtrzymywania życia w kapsułach. W kosmos wysłano stąd również dwa rezusy, Sam i Miss Sam, które bezpiecznie powróciły z przestrzeni kosmicznej, przecierając szlak dla pierwszych amerykańskich astronautów.

## Lotnisko
WFF posiada również eksperymentalne lotnisko do badań aeronautycznych. Spełnia ono jednocześnie wymagania techniczne NASA i amerykańskiego ministerstwa obrony. Ma ono trzy pasy startowe:
- dł. 2667 m × szer. 45,7 m, oznaczenie: RW04/22
- dł. 2438 m × szer. 61 m, oznaczenie: RW10/28
- dł. 1466 m × szer. 45,7 m, oznaczenie: RW17/35

Lotnisko posiada odcinki i place pokryte różnymi materiałami używanymi w celach badawczych.

### SPANDAR
Ze względu na profil swojej działalności, ośrodek potrzebuje bardzo dokładnych prognoz pogody. Do ich tworzenia używa najczulszego na świecie pozahoryzontalnego radaru naukowego, SPANDAR. Umożliwia on śledzenie obiektów odległych o 60 000 km. Jego czułość pozwala na wykrycie 3 mm kropli deszczu z odległości 10 km i pary wodnej o gęstości 1 g/m³.

## Stanowiska startowe

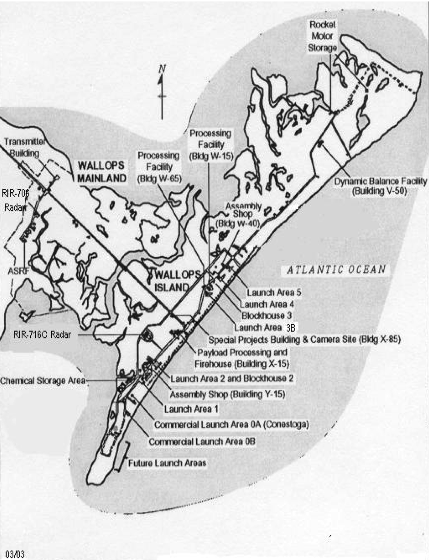
Szczegółowy plan zabudowy ośrodka Wallops

1. Nazwa: Launch Area 0; Położenie: 37,8315°N, 75,4901°W; Przeznaczenie: Conestoga 1620
2. Nazwa: Launch Area 1; Położenie: 37,8352°N, 75,4861°W; Przeznaczenie: Astrobee F, Little Joe
3. Nazwa: Launch Area 2; Położenie: 37,8376°N, 75,4834°W; Przeznaczenie: Black Brant
4. Nazwa: Launch Area 3; Położenie: 37,8503°N, 75,4725°W; Przeznaczenie: rodzina rakiet Scout, tj. Scout B, Scout D, Scout G, Scout X, Scout X-1, Scout X-2, Scout X-3, Scout X-4, Scout X-5
5. Nazwa: Launch Area 4; Położenie: 37,8508°N, 75,4702°W; Przeznaczenie: Blue Scout Junior, Journeyman, Little Joe
6. Nazwa: Launch Area 5; Położenie: 37,8529°N, 75,4681°W; Przeznaczenie: Black Brant
7. Nazwa: pas startowy RW04/22; Położenie: lotnisko badawcze Wallops Flight Facility; Przeznaczenie: Pegasus XL

## Rakiety

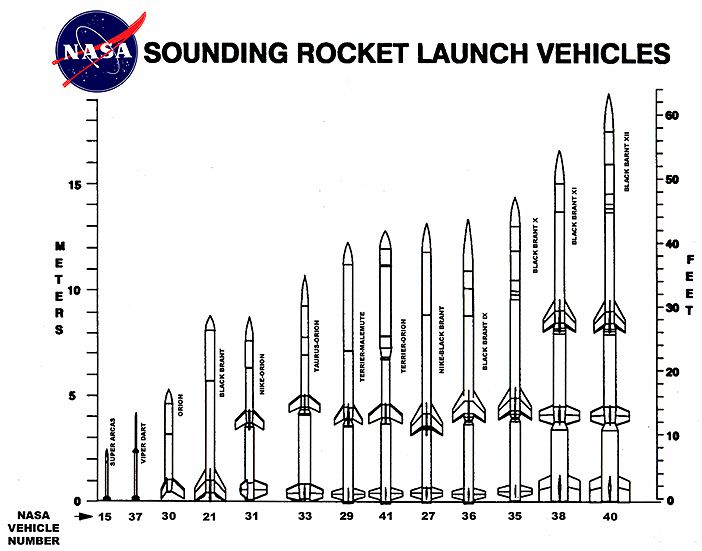
Rodzaje rakiet sondażowych używane obecnie w Wallops Flight Facility

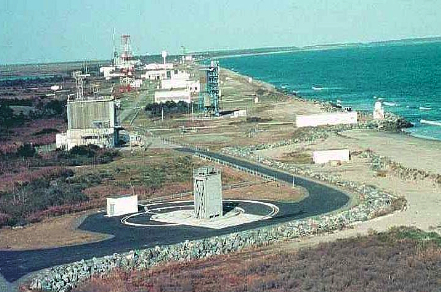
Widok na plażę wyspy Wallops, gdzie mieści się kosmodrom

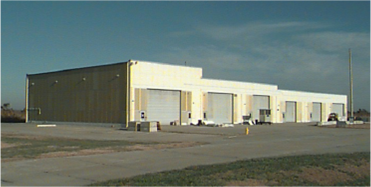
Budynki do wykonywania czynności niebezpiecznych

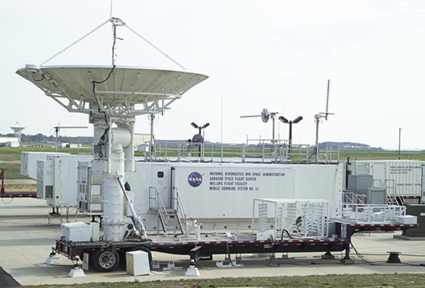
Mobilna stacja naziemna należąca do Wallops Flight Facility

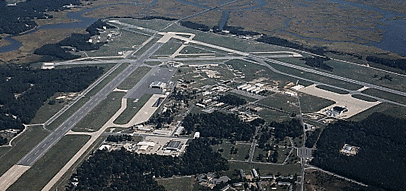
Główne zabudowania i lotnisko Wallops Flight Facility

Lista obejmuje rakiety wszystkich rodzajów (od małych pogodowych Super Loki, do wynoszących satelity, np. Minotaur), jakie były wystrzeliwane z ośrodka od początku jego istnienia. Kolejność alfabetyczna, podzielona na dekady. Podane przedziały czasowe oznaczają znany okres użytkowania danej rakiety.
- lata 40. XX wieku
  - Deacon 1947-1952
  - Double Deacon 1949-1950
  - Double FFAR 1947-1957
  - HVAR 1947-1958
  - HVAR FFAR 1947
- lata 50. XX wieku
  - Arcas 1959-1963
  - Arcon 1958-1985
  - Deacon HVAR 1950-1954
  - Deacon Sidewinder 1953-1972
  - Double Cajun T40 1957-1958
  - Exos 1958-1960
  - Nike Ajax 1958
  - Nike T40 T55 1956-1957
  - Nike Recruit 1956-1959
  - HJ 1958-1963
  - HJ Nike 1955-1956
  - HJ Nike Nike 1957
  - HJ Nike Nike 20"SM 1959-1976
  - HJ Nike Nike Recruit 1958-1959
  - HJ Nike Nike Recruit T55 1956-1957
  - HJ Nike T40 1956-1976
  - HJ Nike T40 T55 1956
  - HJ Nike Tri-Deacon T40 1956
  - HPAG Deacon 1953
  - Jason 1958-1959
  - Javelin 1959-1984
  - Little Joe 1959-1964
  - Loki 1958-1960
  - Nike 1953-1955
  - Nike-Asp 1959-1961
  - Nike-Cajun 1956-1960
  - Nike-Deacon 1953-1978
  - Nike Nike 1954-1960
  - Quad Deacon 1953-1954
  - Sergeant 1958 – 5 członowy
  - Shotput 1959-1961
  - Strongarm 1959-1970
  - Tandem Double Deacon 1956
  - Terrapin 1956-1961
  - Trailblazer 1 1959
  - Triple Deacon 1953-1954
- lata 60. XX wieku
  - Aerobee 150 1960
  - Aerobee 300 1960-1978
  - Aerobee 350 1964-1983
  - Astrobee 1500 1963-1966
  - Black Brant 1962-1964
  - Boosted Arcas 1964-1968
  - Boosted Dart 1966
  - HJ Nike Gosling 1960-1962
  - Hopi Dart 1963-1969
  - Iris 1960-1965
  - Journeyman 1962-1964
  - MT-135 1967-1968
  - Nike Apache 1961-1964
  - Nike Iroquois 1968-1969
  - Nike Tomahawk 1965-1971
  - Orion-1 1966-1967
  - RAM 1961-1973
  - Sandia Tomahawk 1964-1971
  - Scanner 1966
  - Scout B 1965-1966
  - Scout X 1960
  - Scout X-1 1960-1962
  - Scout X-2 1962-2001
  - Scout X-3 1962-1965
  - Scout X-4 1963-1971
  - Scout X-5 1968-1974
  - Sidewinder-Arcas 1969-1970
  - Trailblazer 2 1961-1962
  - Wasp 1966
- lata 70. XX wieku
  - Aerobee 170 1970
  - Astrobee D 1973-1997
  - Astrobee F 1972-1979
  - Athena 1973-1974
  - Blue Scout Junior 1970-2001
  - Bullpup Cajun 1970-1974
  - Nike Hawk 1975-1999
  - Nike Javelin 1972-1979
  - Nike Malemute 1974
  - Nike Orion 1979-1980
  - Orion 1974-1976
  - Paiute Tomahawk 1974-1975
  - Pedro Recruit 1975
  - Scout D 1972
  - Strypi 1975-1990
  - Super Chief II 1974-2001
  - Super Loki 1973-1975
  - Tater 1973-1977
  - Taurus Orion 1977-1978
  - Taurus Tomahawk 1978-2000
  - Terrier Malemute 1975
  - Ute Tomahawk 1974-1975
  - Viper-Dart 1971-1976
- lata 80. XX wieku
  - HJ Orion 1980-1991
  - Scout G 1985-1989
  - Sonda 3 1983-1985
  - Taurus Nike Tomahawk 1983
  - Taurus S 1989-1992
- lata 90. XX wieku
  - Aries 1992-1999
  - Conestoga 1620 1995-1999
  - HPB 1990-1997
  - Hyperion FPDP 1996-2000
  - LCLV Sounding Rocket 1991
  - Pegasus XL 1996-1997
  - Sergeant 1994-1995
  - Terrier 1991-1996
  - Terrier Orion 1994
- po roku 2000
  - Terrier Oriole 2000
  - Terrier Lynx 2000

Obecnie ośrodek dysponuje 13 typami rakiet: Super Arcas, Viper Dart, Orion, Black Brant, Nike Orion. Taurus Orion, Terrier Malemute, Terrier Orion, Nike Black Brant, Black Brant IX, Black Brant X, Black Brant XI, Black Brant XII.

## Chronologia najważniejszych wydarzeń

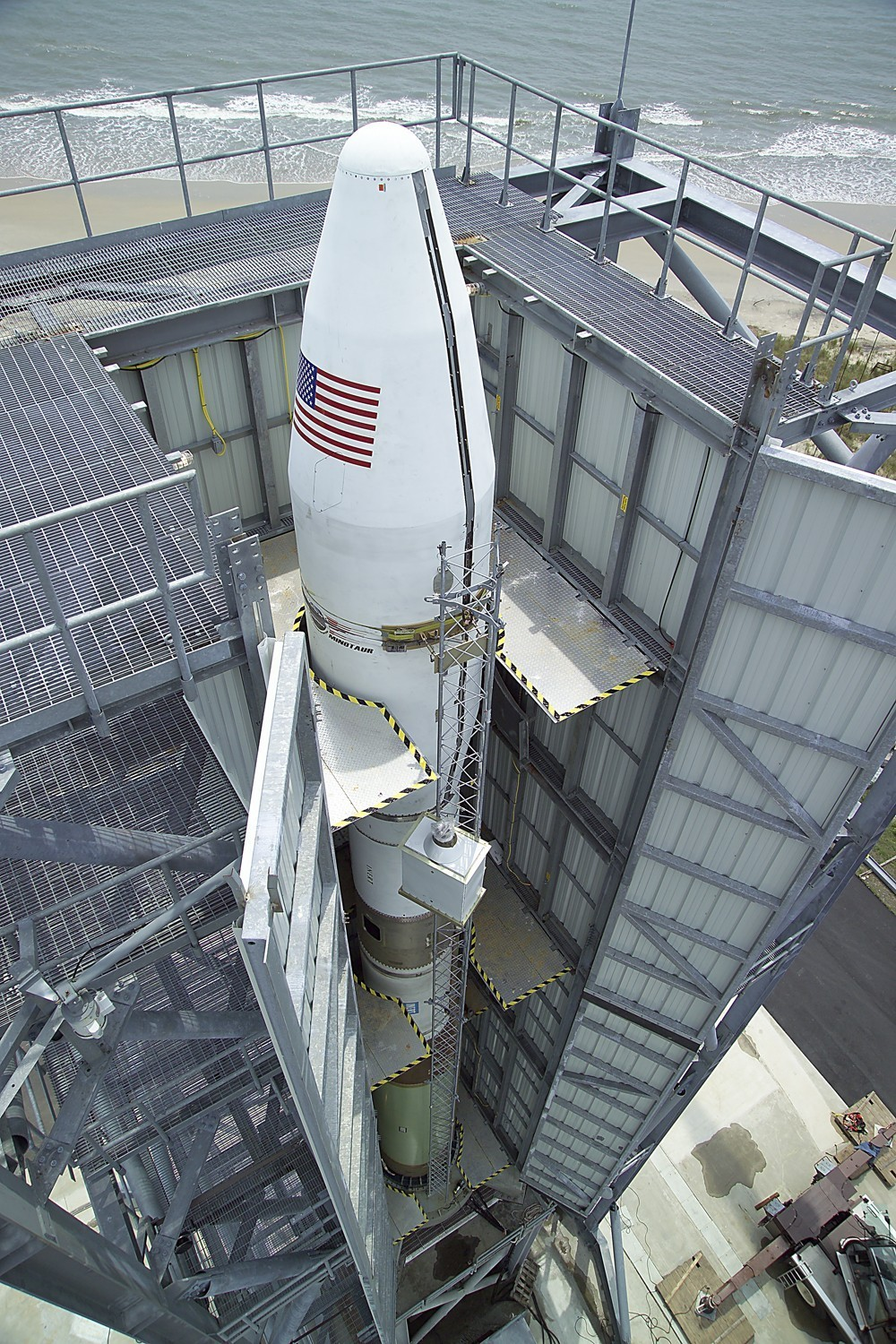
Rakieta nośna Minotaur na stanowisku startowym komercyjnego kosmodromu leżącego na terenie WFF

- 1 kwietnia 1945 – zaaprobowanie działalności ośrodka na wyspie Wallops w wyniku rozszerzenia działalności Langley Laboratory (część ówczesnej NACA) o badania nad rakietami kierowanymi
- 4 lipca 1945 – wystrzelenie pierwszej rakiety (dwuczłonowej Tiamat)
- 24 sierpnia 1945 – pierwsze pomyślnie wystrzelenie rakiety i pierwsze pomyślne użycie telemetrii w rakiecie badawczej (Tiamat)
- 25 kwietnia 1947 – pierwsze badania z użyciem modelu (w skali) samolotu napędzanego silnikiem rakietowym
- 13 października 1948 – pierwsze badania z użyciem tunelu aerodynamicznego
- 11 stycznia 1949 – pierwsze testy rakiet ze skośną (canted) dyszą
- 9 czerwca 1949 – pierwsze użycie i testy małego impulsowego silnika rakietowego
- 24 marca 1950 – pierwszy pomyślny lot badawczego modelu silnika ramjet
- 8 listopada 1951 – pierwsze pomyślne wystrzelenie modelu badawczego przy pomocy katapulty helowej
- 29 kwietnia 1954 – pierwszy lot z Wallops trójstopniowej rakiety (Nike-Nike-Deacon)
- 14 października 1954 – lot pierwszej amerykańskiej rakiety czteroczłonowej
- 17 stycznia 1955 – pierwsze testy modeli holowanych przez rakietę
- 8 lipca 1958 – testy pierwszego sferycznego silnika rakietowego
- 18 kwietnia 1960 – pierwszy start rakiety serii Scout, Scout X
- 16 lutego 1961 – pierwszy satelita, Explorer 9, wystrzelony z ośrodka Wallops
- 4 listopada 1996 – wystrzelenie pierwszej rakiety nośnej Pegasus XL

## Zwiedzanie
Wallops Flight Facility posiada własne centrum dla zwiedzających. Terminy należy ustalać przynajmniej dwa tygodnie wcześniej. Wstęp bezpłatny. Czynne od czwartku do poniedziałku, od 10 do 16.